# Павловская крепость
Павловская крепость — фортификационное сооружение времён Русского царства, первая в России крепость земляной фортификации. Расположена у юго-восточного берега Миусского лимана, на территории хутора Гаевка.

## История
Павловская крепость была заложена в июле 1697 года австрийским инженером Антонием де Лавалем на Петрушиной косе Азовского моря. В марте 1698 года строительство было прекращено. В 1701 году строительство крепости началось на новом месте, в верховьях Миусского лимана.
Первая в России крепость земляной фортификации, спроектированная точным инженерно-математическим методом. В плане представляла собой четырёхугольник 237 м на 80 м, обнесённый земляным валом с 4 бастионами и рвом.
Павловская крепость — образец фортификационных сооружений нового типа, конструктивные черты которых, в дальнейшем, легли в основу многих крепостей России, в том числе Петропавловской (в Санкт-Петербурге), Аннинской (у станицы Старочеркасская) и крепости св. Димитрия Ростовского, давшей начало Ростову-на-Дону.
Павловская крепость замыкала северо-западную оконечность Петровского ретраншемента. Была рассчитана на гарнизон в 500 человек. Входила во вторую линию обороны Троицка со стороны степи.
Была частично разрушена в конце 1711 года по условиям Прутского мирного договора с Османской империей.
В 1736 году в Павловской крепости размещались войска генерал-фельдмаршала П.П. Ласси.
В наши дни остатки крепости находятся на территории села Гаевка.